# Moritz Tullinger

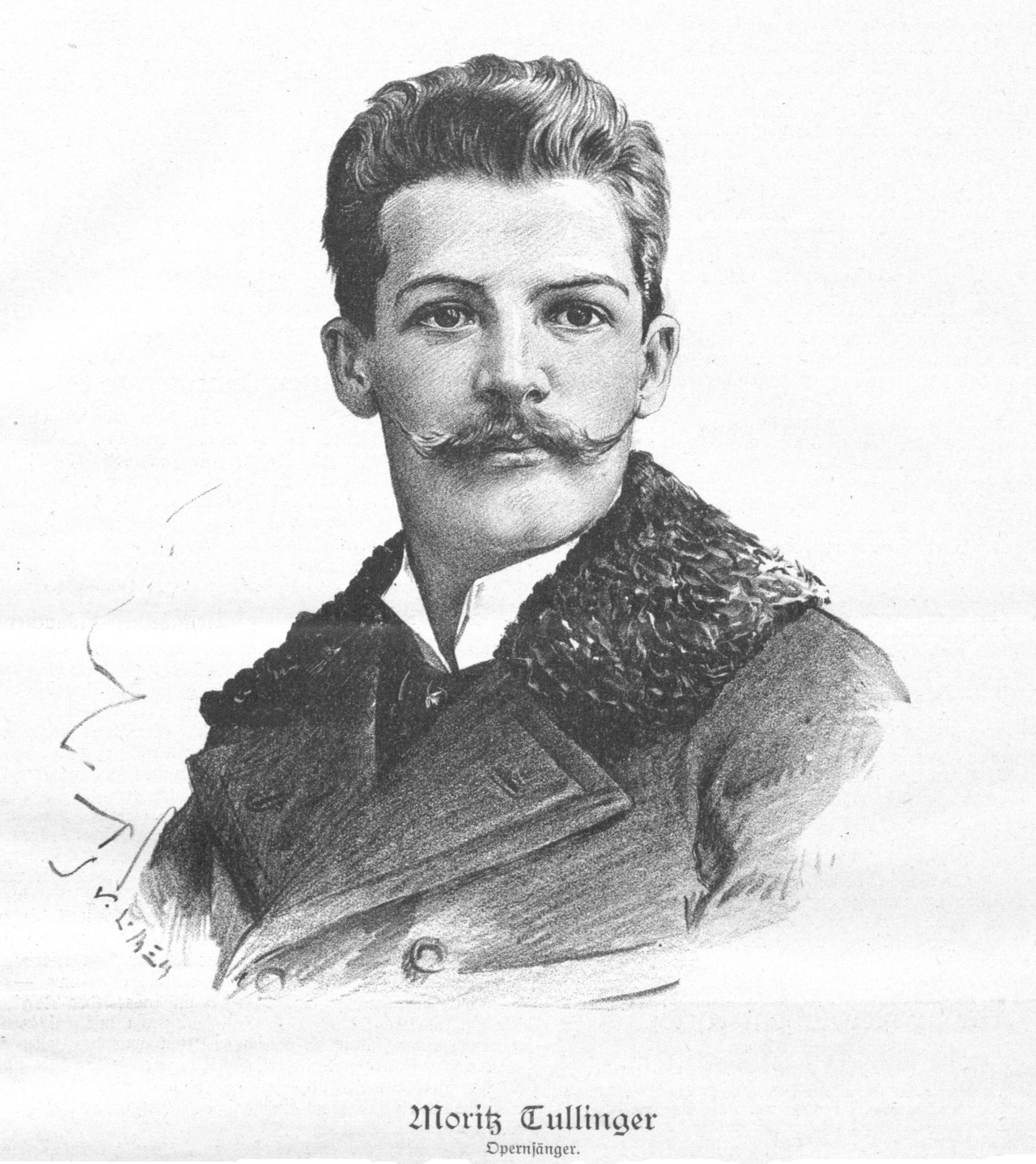
Moritz Tullinger im Jahre 1900

Moritz Tullinger (1867 in Wien – 26. Februar 1901 in Lussinpiccolo) war ein österreichischer Opernsänger (Bariton).

## Leben
Tullinger wurde von Professor Johann Feistenberger (1840–1898) in Wien gesanglich ausgebildet. Sein erstes Engagement fand er am Weimarer Hoftheater, wo er zwei Jahre verblieb. Dann kam er nach Nürnberg (1892), Rotterdam (1893), Bielitz (1894), von wo er an das Stadttheater nach Straßburg verpflichtet und daselbst während seiner sechsjährigen hervorragenden Wirksamkeit von Franz Krückl auf das lebhafteste gefördert wurde. 1899 debütierte er als „Jäger“ im Nachtlager am Stadttheater in Hamburg und sollte während seines dortigen Engagements nach deinem überaus günstig absolvierten Gastspiel am Hofoperntheater in Wien („Johannes“ im Evangelimann) für diese Hofbühne verpflichtet werden. Da starb dieser hoffnungsvolle Künstler am 26. Februar 1901 ganz plötzlich in Lussinpiccolo an Blutvergiftung.
Er war ein Baritonist, dessen weiches, lyrisches Organ stets reiche Wirkung erzielte und der seine Partien mit großer Sicherheit und tiefer Empfindung zu singen und sie interessant und lebendig zu gestalten wusste. Namentlich rühmte man die Frische, den natürlichen Glanz, sowie die vorzügliche Schulung des Sängers, von großer dramatischer Begabung unterstützt.
Die Opernsängerin Paula Tullinger (1860–1925) war seine ältere Schwester.